# Piero della Francesca
Piero della Francesca (født mellem 1416-1417 i Borgo di Santo Sepolcro (nu: Sansepolcro), død 12. oktober 1492 i Sansepolcro), egentlig Pietro di Benedetto dei Frànceschi eller Piero di Santo Sepolcro (efter sin fødeby nær ved Perugia) var en italiensk maler, som var en central skikkelse i den italienske ungrenæssance. I sin samtid var han også kendt som geometer og matematiker, men huskes i dag udelukkende for sin kunst. Hans værker kendetegnes af en udpræget humanisme, begyndende brug af perspektiv og original brug af geometriske former. Han omtales i Giorgio Vasaris Kunstnernes liv (del 3).
Piero kom i Perugia i forbindelse med Domenico Veneziano, fulgte med ham 1439 til Firenze og hjalp ham her i en række år med de nu forsvundne fresker i Santa Maria Nuovas hospitalskirke. Francesca blev en fortsætter af Domenico Venezianos djærve kunst, men fornyende og selvstændig. Han udfoldede snart en rig virksomhed ved kunstelskende småfyrsters hoffer og andre steder. For Sigismondo Pandolfo Malatesta af Rimini malede han 1451 i denne bys San Francesco (Tempio Malatestiano) fresken: Malatesta med sine hunde knælende for Sigismondo Pandolfo Malatesta, med en storladent virkende landskabsbaggrund. Han arbejdede derefter i Arezzo, Urbino, Perugia, Ferrara og flere steder. I Arezzo skabte han for Bacci-familien Bacci-kapellet i San Francescos kor en freskecyklus med det hellige kors' legende (se: en:The History of the True Cross med flere), Pieros hovedværk, og et arbejde, der almindeligt skattes som et af Quattrocentotidens mest fremragende og imponerende ydelser, i sin fødeby freskerne Kristi Opstandelse og Sankt Ludvig af Toulouse i Museo civico (Sansepolcro) (1460, se: it:San Ludovico di Tolosa (Piero della Francesca)), i hospitalskirken Madonna della Misericordia (der statuemægtig omslutter de knælende i sin kappe) og en Kristi Gravlæggelse (vistnok Francescas tidligst bevarede billede, 1445). 1469 blev Piero kaldet til Federico da Montefeltros hof; i Urbinos domsakristi ses det ved sin lys- og perspektivvirkning ejendommelige Kristi hudflettelse, og her udførte han det i portrætkunsten banebrydende arbejde: det lille diptychon med de fortrinligt karakteriserede portrætter af hertug Federigo og hans hustru Battista Sforza (på bagsiden: herskerparrets triumftog i skønne landskaber Galleria degli Uffizi). I Ferrara malede han, nu forsvundne, billeder i Palazzo Schifanoia, og hans indflydelse på Ferraraskolen (Ercole Roberti med flere) blev stor.
Pieros kunst er jordbunden til virkeligheden; hans Madonna del Parto er en svanger kvinde af alt andet end æterisk fremtræden, hans kvinder ofte massivt animalske, og så fremdeles, men virkeligheden afvinder han med gennemtrængende forskerblik ny skønhedsværdier. Han er en renæssancens tekniske stifinder, både ved fortræffelig gengivelse af perspektivet og ved plastisk rumillusion (eksempelvis: Kristi fødsel, Londons National Gallery, Forkyndelsen, Perugia, ved arkitekturens perspektivvirkning, endvidere det rene arkitekturbillede i Urbinos Galleri, en perle i perspektivvirkning). Han nøjes dog ikke med den rene linjeperspektiv; hans indsats i kunsten er fuldt så meget det fortrinlige luftperspektiv; hans landskaber har skønne fjerne vidder, og han har blik for lokalfarvernes refleksvirkning (eksempelvis: Madonna della Misericordia) og for sollysets spil (Kristi dåb, Londons National Gallery), og han peger således langt fremad mod nutidskunst. Også i portrætmaleriet er han i forbindelse med Domenico Veneziano med til at forny kunsten, således med de landskabelige baggrunde, hvorpå profilhovederne tegner sig. Han skrev også om perspektivet i kunsten: Da prospectiva pingendi (manuskript i det ambrosianske bibliotek i Milano).

## Ældre litteratur
- Watters, Francesca [London 1901];
- Witting, Piero della Francesca [Leipzig 1903])